# 克里斯托弗·利利斯
克里斯托弗·利利斯（英語：Christopher Lillis，1998年10月4日—），美国男子自由式滑雪运动员。他曾代表美国参加2022年冬季奥林匹克运动会自由式滑雪比赛，获得混合团体空中技巧金牌。